# Sabicea talbotii
Sabicea talbotii är en måreväxtart som beskrevs av Herbert Fuller Wernham. Sabicea talbotii ingår i släktet Sabicea och familjen måreväxter. Inga underarter finns listade i Catalogue of Life.